# Дитрихсдорф
Дитрихсдорф (нем. Dietrichsdorf) — деревня в Германии, в земле Саксония-Анхальт. Входит в состав города Цана-Эльстер района Виттенберг.
Население составляет 206 человека (на 31 декабря 2012 года). Занимает площадь 10,62 км².
Впервые упоминается 14 ноября 1385 года.
До 31 декабря 2010 года имела статус общины (коммуны). Подразделялась на 2 сельских округа: Дитрихсдорф и Кюлсо. 1 января 2011 года вошла в состав нового города Цана-Эльстер.

## Достопримечательности
- Кирпичная церковь 1705 года постройки
- Мельница